# Simalovke
Simalovke (lat. Bombacoideae; nekad kao samostalna porodica Bombacaceae), potporodica  biljnih rodova koji je nekada imao rang porodice u redu Sljezolikih.  Obuhvaća drvolike i grmolike cvjetnice koje rastu u tropskim predjelima. Ime je dobila po po rodu bombax. Danas se simalovke vode pod imenom Bombacoideae kao potporodica sljezovki.
Postoje tri imenovana tribusa i 4 vrste u incertae sedis.

## Opis
Bombacaceae su porodica bombaksa ili kapoka cvjetnog drveća i grmlja, u redu sljezolikih (Malvales), koja se sastoji od 27 rodova. Srodnik je porodici sljezovki (Malvaceae), kojoj pripada biljka pamuk, a karakterističan je za tropske krajeve. Cvjetovi pripadnika Bombacaceae često su veliki i upadljivi. Porodica uključuje: drvo majmunskog kruha Adansonia digitata, afrički baobab; rod Bombax s 8 vrsta, uključujući “crveno svileno drvo” (B. ceiba); rod Pseudobombax s 20 vrsta, uključujući i “stablo četke za brijanje” (P. ellipticum); i Ceiba, s 10 vrsta, čiji plodovi proizvode kapok vlakna, to je biljno vlakno nalik pamuku koje se dobiva iz mahune sjemena niza stabala (najpoznatije je Ceiba pentandra) iz porodice Malvaceae, a koristi se za punjenje madraca i jastuka, za podstavu te kao izolacija. Ochroma lagopus je južnoamerička balsa, poznata po svom vrlo svijetlom drvetu, a malajski Durio zibethinus nosi poznate plodove durijana, izvanredne po svom prepoznatljivom mirisu i veličini.

## Rodovi
1. Tribus Bernoullieae Carv.-Sobr.
  1. Bernoullia Oliv. (3 spp.)
  2. Gyranthera Pittier (3 spp.)
  3. Huberodendron Ducke (4 spp.)
2. Tribus Adansonieae Horan.
  1. Adansonia L. (9 spp.)
  2. Cavanillesia Ruiz & Pav. (4 spp.)
  3. Aguiaria Ducke (1 sp.)
  4. Catostemma Benth. (15 spp.)
  5. Scleronema Benth. (5 spp.)
3. Tribus Bombaceae Kunth
  1. Bombax L. (11 spp.)
  2. Pachira Aubl. (53 spp.)
  3. Eriotheca Schott & Endl. (31 spp.)
  4. Spirotheca Ulbr. (8 spp.)
  5. Neobuchia Urb. (1 sp.)
  6. Ceiba Mill. (19 spp.)
  7. Pseudobombax Dugand (30 spp.)
  8. Septotheca Ulbr. (1 sp.)
4. Tribus Bombacoideae incertae sedis
  1. Pentaplaris L. O. Williams & Standl. (3 spp.)
  2. Marcanodendron Doweld (1 sp.)
  3. Camptostemon Mast. (3 spp.)
  4. Howittia F. Muell. (1 sp.)